# دراغون إيج: أوريجينز
دراغون أيج: أوريغون (بالإنجليزية: Dragon Age: Origins)‏ ، هي لعبة فيديو إلكترونية من نوع تقمص أدوار اللاعبين وخيال علمي، أنتجت سنة 2009م، ونشرها شركة إلكترونيك آرتس الأمريكية، وتعمل لأنظمة بلاي ستيشن 3 وإكس بوكس 360 ومايكروسوفت ويندوز.